# 小伊夫卡 (博羅瓦區)
49°14′41″N 37°42′18″E / 49.24472°N 37.70500°E
馬利伊夫卡（烏克蘭語：Маліївка）是位於烏克蘭東部的村莊，由哈爾科夫州伊久姆區的博罗瓦市镇負責管轄。該村始建於1775年，面積2.13平方公里，海拔高度122米，2001年人口217，人口密度每平方公里101.7人。